# Molenpolder (Hulst)
De Molenpolder is een kleine polder in het uiterste noorden van Oost-Zeeuws-Vlaanderen, behorende tot de Polders van Hontenisse en Ossenisse.
De polder werd omstreeks 1200 aangelegd door de monniken van de Abdij Ten Duinen. Tezelfdertijd werd door hen de Nieu Hoes- of Nieuhofpolder aangelegd. Deze werd in 1591 echter door het water verzwolgen en nimmer herdijkt. In 1632 verdween eveneens een deel van de Molenpolder in de Westerschelde. Het nog bestaande deel is 52 ha groot.
Blijkbaar was de noordgrens van het in te polderen gebied hiermee bereikt.
De Molenpolder heeft een zeewerende dijk van bijna 1 km lengte. In de polder ligt enkele bebouwing in de vorm van de buurtschap Molenhoek.